# Otrhánky
Otrhánky é um município da Eslováquia, situado no distrito de Bánovce nad Bebravou, na região de Trenčín. Tem 4,66 km² de área e sua população em 2018 foi estimada em 408 habitantes. Foi citado pela primeira vez em documento oficial no ano de 1193.

## Demografia
| Ano:        | 1994 | 2004   | 2014   | 2024   |
| ----------- | ---- | ------ | ------ | ------ |
| Broj ljudi: | 453  | 429    | 402    | 394    |
| Razlika:    |      | -5,29% | -6,29% | -1,99% |

| Ano:               | 2023 | 2024   |
| ------------------ | ---- | ------ |
| Número de pessoas: | 382  | 394    |
| Diferença:         |      | +3,14% |